# Yeongcheon
Yeongcheon (kor. 영천시) – miasto w Korei Południowej, w prowincji Gyeongsang Północny. W 2003 liczyło 113 870 mieszkańców.